# 바츨라프 네메체크
바츨라프 네메체크(체코어: Václav Němeček, 1967년 2월 25일, 체코슬로바키아 흐라데츠크랄로베 ~ )는 체코의 은퇴한 축구 선수이자, 포지션은 중앙 미드필더였다. 네메첵은 지난 유로 96 대회에서 체코 대표팀의 부주장으로 출전한 바 있다.

## 수상
스파르타 프라하
- 체코슬로바키아 1부 리그 : 1986-87, 1987-88, 1988-89, 1989-90, 1990-91
- 감브리누스리가 : 1997-98
- 체코슬로바키아 컵 : 1987-88, 1988-89, 1991-92

 다롄 완다
- 1998년 갑 A리그 우승

 체코
- UEFA 유로 1996 준우승